# Sebastián Felipe Guzmán
Sebastián Guzmán (Ibagué, Tolima, Colombia, 26 de mayo de 1997) es un futbolista colombiano que juega de centrocampista. Su actual equipo es el Deportes Tolima de la Categoría Primera A.

## Trayectoria

### Juveniles
El jugador tolimense había tenido recorrido previamente en los equipos juveniles de Cruzeiro de Brasil, y Lech Poznań de Polonia.

### Once Caldas
A finales de marzo del 2018 debutó profesionalmente en el fútbol colombiano, actuando para el Once Caldas. En aquel compromiso ingresó al minuto 77' cuando su equipo cayó derrotado de local 0-1 contra Millonarios FC.
El 2 de mayo del 2018 marcó su primer gol como profesional, cuando su equipo derrotó 2-0 al Barranquilla FC en el Estadio Palogrande de Manizales, por copa Colombia.
El 24 de julio del 2019 se reportó de nuevo con gol, partido que su equipo le ganó de local 3-1 al Deportivo Pasto.

## Estadísticas
- Actualizado el 13 de julio del 2025

| Club                | País     | Año     | Partidos | Goles | Asist |
| ------------------- | -------- | ------- | -------- | ----- | ----- |
| Once Caldas         | Colombia | 2018-22 | 104      | 1     | 2     |
| Estrela de Amadora  | Portugal | 2022-23 | 33       | 1     | 0     |
| S.C União Torreense | Portugal | 2023-24 | 20       | 0     | 0     |
| Atlético Nacional   | Colombia | 2024-25 | 33       | 1     | 1     |
| Total               | Total    | Total   | 190      | 3     | 3     |

## Palmarés

### Títulos nacionales
| Título                | Club              | País     | Año  |
| --------------------- | ----------------- | -------- | ---- |
| Copa Colombia         | Atlético Nacional | Colombia | 2024 |
| Categoría Primera A   | Atlético Nacional | Colombia | 2024 |
| Superliga de Colombia | Atlético Nacional | Colombia | 2025 |